# Уруара
Уруара (порт. Uruará) — муниципалитет в Бразилии, входит в штат Пара. Составная часть мезорегиона Юго-запад штата Пара. Входит в экономико-статистический микрорегион Алтамира. Население составляет  44 789 человек на 2010 год. Занимает площадь 10 791,370 км². Плотность населения — 4,15 чел./км².

## Демография
Согласно сведениям, собранным в ходе переписи 2010 г. Национальным институтом географии и статистики (IBGE), население муниципалитета составляет:
| Полное население                               | Полное население                               | Полное население                               | Полное население                               | 44 789 |
| ---------------------------------------------- | ---------------------------------------------- | ---------------------------------------------- | ---------------------------------------------- | ------ |
| в том числе:                                   | Городское население                            | 24 430                                         | Процент городского населения, %                | 54,54  |
|                                                | Сельское население                             | 20 359                                         | Процент сельского населения, %                 | 45,46  |
|                                                | Мужское население                              | 23 633                                         | Процент мужского населения, %                  | 52,77  |
|                                                | Женское население                              | 21 156                                         | Процент женского населения, %                  | 47,23  |
| Плотность населения, чел/км²                   | Плотность населения, чел/км²                   | Плотность населения, чел/км²                   | Плотность населения, чел/км²                   | 4,15   |
| Население муниципалитета в % к населению штата | Население муниципалитета в % к населению штата | Население муниципалитета в % к населению штата | Население муниципалитета в % к населению штата | 0,59   |

По данным оценки 2015 года, население муниципалитета составляет 44 486 жителей.

## Статистика
- Валовой внутренний продукт на 2003 год составляет 200 338 483,00 реалов (данные: Бразильский институт географии и статистики).
- Валовой внутренний продукт на душу населения на 2003 год составляет 3769,37 реалов (данные: Бразильский институт географии и статистики).
- Индекс развития человеческого потенциала на 2000 год составляет 0,713 (данные: Программа развития ООН).

## Административное деление
Муниципалитет состоит из 2 дистриктов:
| № | Наименование дистрикта | Наименование дистрикта (порт.) | Территория, км² | Население, чел.(2010) | Население, чел.(2010) | Население, чел.(2010) | Плотность, чел./км² | Код дистрикта |
| № | Наименование дистрикта | Наименование дистрикта (порт.) | Территория, км² | всего                 | городское             | сельское              | Плотность, чел./км² | Код дистрикта |
| 1 | Уруара                 | Uruará                         | 9549,15         | 40 286                | 23 453                | 16 833                | 4,22                | 150815905     |
| 2 | Алворада               | Alvorada                       | 1242,22         | 4503                  | 977                   | 3526                  | 3,62                | 150815910     |

## Важнейшие населенные пункты
| № | Населённый пункт | Населённый пункт (порт.) | Категория | Население чел. (2010) | На карте                       |
| - | ---------------- | ------------------------ | --------- | --------------------- | ------------------------------ |
| 1 | Уруара           | Uruará                   | город     | 23 453                | 3°43′12″ ю. ш. 53°44′15″ з. д. |
| 2 | Алворада         | Alvorada                 | поселок   | 977                   | 3°37′45″ ю. ш. 53°23′45″ з. д. |
| 3 | Униан-Бонита     | Vila União Bonita        | поселок   | 486                   | 3°42′41″ ю. ш. 53°42′40″ з. д. |
| 4 | Монти-Синай      | Vila Monte Sinai         | поселок   | 384                   | 3°47′51″ ю. ш. 53°54′37″ з. д. |
| 5 | Планалту         | Planalto                 | поселок   | 370                   | 3°38′59″ ю. ш. 53°29′16″ з. д. |
| 6 | Бела-Виста       | Vila Bela Vista          | поселок   | 286                   | 3°44′48″ ю. ш. 53°49′45″ з. д. |
| 7 | Сан-Маркус       | São Marcos               | поселок   | 136                   | 3°37′27″ ю. ш. 53°23′12″ з. д. |